# Ferreiraella takii
Ferreiraella takii is een keverslakkensoort uit de familie van de Abyssochitonidae. De wetenschappelijke naam van de soort is voor het eerst geldig gepubliceerd in 1984 door Wu & Okutani.